# Ковриженко Юрій Сергійович
Ю́рій Сергі́йович Ковриже́нко (нар. 8 червня 1983; Київ) — шеф-кухар, теле- та радіоведучий, амбасадор української кухні у світі, лавреат Global Chef Awards 2017 в Сінгапурі за внесок у розвиток гастрономії.

## Життєпис
Народився 8 червня 1983 в Києві. Мама була педагогом.
З 2000 року, будучи студентом, почав працювати у ресторані.
У 2008 році починає працювати на кухні та навчатися в найкращих кулінарних школах Європи.
Багато років є палким прихильником ідей Slow Food.
Підтримує та розвиває українські локальні і фермерські продукти. Представляє Україну в світовій асоціації шеф-кухарів Slow Food Chefs' Alliance.

## Освіта
У 1999 році закінчив Київську художню школу № 6 за спеціальністю «Скульптура».
З 2000 по 2005 навчався у Київському Славістичному Університеті на факультеті міжнародних відносин.
Також навчався у Європі в таких кулінарних закладах: Ecole Ritz Escoffier, Le Cordon Bleu та Ecole Ferrandi (Париж), Basque Culinary Center (Сан-Себастьян, Іспанія), IFSE (Турин), International Academy of Italian Cuisine (Лукка, Італія).

## Кулінарна кар'єра
У 2012 році як шеф-кухар, відкрив ресторан української кухні «Кобзар» у Тбілісі, Грузія, де провів два роки, працюючи над популяризацією української кухні в Кавказькому регіоні.
У 2014 році очолював в Львові ресторан авторської кухні «Vintage Nouveau» при готелі «Vintage».
У 2017 році виступив доповідачем на Chef World Summit 2017 від України.
З 2019 року кулінарний бренд-амбасадор компанії «Herbalife Nutrition» в Україні.
У 2019 році був телеведучим та шеф-кухарем кулінарного телешоу «Страва Честі» на СТБ.
А у 2020 році почав вести програму «Розумна Кухня» на радіо Сковорода.
З 2020 року бренд-амбасадор компанії «TORK» в Україні.
З 2020 року бренд-шеф мережі італійських ресторанів «D'Arte» у Ризі, Латвія.
З 2020 року президент «Bocuse d'Or Ukraine» — українського представництва одного з найпрестижніших кулінарних змагань у світі.
Ковриженко співпрацює з МЗС України як амбасадор української кухні в різних країнах світу.
Наприкінці 2020 року світлина молекулярного борщу, приготовленого Ковриженком, прикрасила інтерв'ю Юрія про модернізацію української кухні в Червоному гіді Мішлен та у всесвітньовідомому кулінарному журналі CHEF.

## Міжнародна діяльність
З 2016 по 2019 роках був членом організаційного комітету та спікером «Chefs World Summit» у Монте-Карло.
З 2016 по 2018 рік був спікером «Creative Chef Summit» у Києві.
У 2016 та  2018 роках у Турині провів три спільні вечері у Італії та представляв Українську кухню на «Slow Food Terra Madre».
З 2017 по 2019 рік Представляв Україну на «World Gourmet Summit» в Сінгапурі.
У 2018 році як шеф-кухар долучився до проєкту «Uncounted since 1932» у Брюсселі, який має за мету, популяризацію інформації про голодомор українського народу та визнання його іншими країнами.
У 2019 році, при підтримці МЗС України, відкрив ресторан української кухні «Trypillia» у Сеулі, Південна Корея.
У 2020 році був тренером національної кулінарної збірної для Кулінарних Олімпійських Ігор IKA у Штутгарті.
Активно популяризує українську кухню за кордоном та займається кулінарною дипломатією при підтримці Посольств та МЗС України. Зокрема, проводив чисельні заходи у Сінгапурі при підтримці Посла України Дмитра Сеніка, які охоплювали в різні роки до 250 000 людей, а також у інших містах: Каїрі, Анкарі, Відні тощо.

## Нагороди
- У 2017 році був нагороджений «Global Chef Awards» у Сінгапурі за розвиток Української кухні[7][19]
- У 2020 році отримав золоту медаль від Французької асоціації «Best of Gastronomie»